# Cobitis bilseli
Cobitis bilseli é uma espécie de peixe actinopterígeo da família Cobitidae.
Apenas pode ser encontrada na Turquia.
Os seus habitats naturais são: rios e lagos de água doce.
Esta espécie está ameaçada por perda de habitat.